# Rin Kaiho
Rin Kaiho (cinese: 林海峰S, Lín HǎifēngP; Shanghai, 6 maggio 1942) è un giocatore di go taiwanese che compete per la federazione giapponese (Nihon Ki-in).

## Biografia
Rin Kaiho è nato con il nome di Lin Haifeng a Shanghai, in Cina. Fu notato da Go Seigen, che intuendo il suo talento lo portò con sé in Giappone (all'epoca il centro del mondo del Go professionistico) nel 1952, diventando suo allievo. In Giappone adottò il nome di Rin Kahio. Acclamato da tutti come una giovane promessa, divenne professionista nel 1955 e dopo i primi anni in cui dovette lottare per ottenere l'accesso alle fasi finali dei tornei maggiori riuscì a raggiungere la sua prima finale di rilievo al Meijin nel 1965, a soli 23 anni. In quell'occasione era nettamente sfavorito, visto che il suo avversario era il pluricampione Eio Sakata, ma contro ogni previsione riuscì ad aggiudicarsi il torneo.
Durante gli anni '60 e '70 si è aggiudicato tutti i principali tornei tranne il Kisei, in cui comunque è arrivato tre volte in finale.
Il 19 ottobre 2006 è stato il primo giocatore della storia della Nihon Ki-in a raggiungere quota 1.300 vittorie, vincendo contro Nobuaki Anzai nei preliminari del Kisei.
Nonostante sia nato in Cina e risieda a Tokyo, ha scelto di ottenere e mantenere la cittadinanza di Taiwan.
Attualmente si concentra soprattutto sull'insegnamento, tra i suoi allievi ci sono Cho U, Rin Kanketsu e Rin Shien.

## Palmarès
| Nazionali                | Nazionali                            | Nazionali                                          |
| Torneo                   | Vittorie                             | Finalista                                          |
| ------------------------ | ------------------------------------ | -------------------------------------------------- |
| Kisei                    |                                      | 3 (1980, 1982, 1984)                               |
| Meijin                   | 8 (1965–1967, 1969, 1971–1973, 1977) | 8 (1968, 1970, 1974, 1978, 1987, 1991, 1994, 2001) |
| Honinbo                  | 5 (1968–1970, 1983-1984)             | 6 (1967, 1971-1972, 1974, 1979, 1985)              |
| Tengen                   | 5 (1989–1993)                        | 2 (1994, 1996)                                     |
| Ōza                      | 1 (1973)                             | 3 (1966, 1974, 1986)                               |
| Jūdan                    | 1 (1975)                             | 3 (1976, 1978, 1989)                               |
| Gosei                    | 1 (1994)                             | 2 (1993, 1995)                                     |
| Ryusei                   |                                      | 1 (1994)                                           |
| NHK Cup                  | 3 (1970, 1974, 1978)                 | 1 (1987)                                           |
| NEC Cup                  | 1 (1989)                             | 2 (1986, 1995)                                     |
| Nihon Ki-in Championship |                                      | 1 (1967)                                           |
| Kakusei                  | 3 (1979, 1992, 1998)                 |                                                    |
| Hayago Championship      | 3 (1975, 1984, 1987)                 | 2 (1990, 1995)                                     |
| Asashi Pro Best Ten      | 3 (1966, 1973-1974)                  | 1 (1969)                                           |
| Totale                   | 34                                   | 34                                                 |
| Continentali             |                                      |                                                    |
| Tengen Cina-Giappone     | 2 (1990-1991)                        | 3 (1992–1994)                                      |
| Totale                   | 2                                    | 3                                                  |
| Internazionali           |                                      |                                                    |
| Fujitsu Cup              | 1 (1990)                             | 2 (1988-1989)                                      |
| Tong Yang Cup            |                                      | 1 (1992)                                           |
| Totale                   | 1                                    | 3                                                  |
| Totale in carriera       |                                      |                                                    |
| Totale                   | 37                                   | 40                                                 |

## Nella cultura di massa
Nel manga Hikaru no go la partita giocata da Fujiwara-no-Sai e dal Meijin Koyo Toya, considerata la partita in cui viene raggiunta la perfezione del gioco, è basata sulla partita realmente giocata nel 1997 tra Norimoto Yoda (bianco) e Rin Kaiho (nero)